# Excidobates
Excidobates ist eine Gattung aus der Familie der Baumsteigerfrösche (Dendrobatidae) mit drei beschriebenen Arten. Die Gattung steht im Schwesternverhältnis zur Gattung Ranitomeya.

## Merkmale
Die kleinen Baumsteigerfrösche erreichen eine Kopf-Rumpf-Länge von 16 bis 27 Millimetern. Sie besitzen keine Längsstreifen seitlich des Rückens. Ihnen fehlt, anders als den Arten der Gattung Ranitomeya, die blauschwarze Netzzeichnung auf der Bauchseite. Charakteristisch sind der verlängerte erste Finger und die Signalflecken auf der Unterseite der Schenkel. Die Arten der Gattung Ranitomeya besitzen diese Flecken nur auf den Schenkeloberseiten.

## Vorkommen
Die Tiere sind lediglich aus einem kleinen Gebiet der oberen Zuflüsse des Marañón in der Region Amazonas im Nordwesten von Peru bekannt. Sie leben in einer Höhe von 200 bis 1500 Metern Seehöhe.

## Systematik
Die Gattung wurde erst 2008 von Twomey & Brown aufgestellt, obwohl die beiden eingeordneten Arten schon seit 1924 bekannt sind. Sie wurden zunächst in die Gattung Dendrobates eingeordnet. Später erkannte man die Unterschiede, konnte sie aber über lange Zeit nicht zuordnen. Zuletzt wurden sie in die Gattung Adelphobates gestellt.
Folgende Arten werden derzeit in die Gattung eingeordnet:
Stand: 23. Oktober 2017
- Excidobates mysteriosus (Myers, 1982)
- Excidobates captivus (Myers, 1982)
- Excidobates condor Almendáriz, Ron & Brito M., 2012[1]